# ناهنجارسر
ناهنجارسر یا آنوموسفالوس (نام علمی: Anomocephalus) نام یک سرده از راسته ددکاوان است.
ناهنجارسر یک سرده منقرض شده از ناهنجاردندان‌های ابتدایی است که به تبارشاخه ناهنجارسرواران (آنوموسفالوئیدا) تعلق دارد. گفته می‌شود که این نام از کلمه یونانی "anomos" به معنای ناهنجار و "cephalos" به معنای سر گرفته شده است. این جانور از این جهت ابتدایی است که در هر دو آرواره آن یک مجموعه کامل از دندان‌ها را حفظ می‌کند، برخلاف نوادگانش، دوسگ‌دندان‌ها، که دندان‌هایشان فقط به یک جفت عاج (و در بسیاری از موارد اصلاً دندانی) کاهش یافته است، با آرواره‌هایی که با منقاری شاخی شبیه به لاک‌پشت‌های امروزی پوشیده شده‌اند. با این حال، آنها به هیچ وجه از نزدیک با هم مرتبط نیستند.
کشف آن در سال ۱۹۹۹ از قدیمی‌ترین سنگ‌های خشکی گوندوانا (از ویلیستون در کاروی کیپ شمالی آفریقای جنوبی) نشان داده است که این گروه از گیاه‌خواران از گوندوانا منشأ گرفته‌اند، نه لوراسیا، همان‌طور که قبلاً تصور می‌شد. این جانور ۲۶۰ میلیون سال پیش در دوره پرمین، در مناطق خشک با رودخانه‌ها و دریاچه‌ها - تقریباً مانند بخش‌هایی از نامیبیا یا بوتسوانای امروزی - زندگی می‌کرد. این جانور نزدیک‌ترین خویشاوند به Tiarajudens از برزیل است.

## زمین‌شناسی و دیرینه‌محیط زیست
ناهنجارسر در پایه گروه بوفورت کشف شد، که یک لایه جغرافیایی است که عمدتاً از ماسه‌سنگ و شیل تشکیل شده است که در حوضه کارو رسوب کرده‌اند. گروه بوفورت بیشتر حوضه را با رسوب رودخانه‌ای که توسط نهرها و رودخانه‌هایی که به احتمال زیاد توسط توده‌های یخی مانند یخچال‌های طبیعی تشکیل شده‌اند، دربر گرفته است. آب و هوا در این زمان در طول میانه تا لوپینگین گرم و نیمه خشک با بارندگی فصلی شد. تصور می‌شود که منطقه مرکزی حوضه توسط دریاچه‌های نیمه دائمی و کمربندهای پیچ و خم ریزدانه تخلیه شده است.
«ناهنجارسر» در نزدیکی ویلیستون در پایهٔ گروه بوفورت در حوضهٔ کارو، واقع در استان کیپ شمالی آفریقای جنوبی کشف شد. این کشف در طی برنامهٔ B. Rubidge برای تعیین گسترهٔ جانبی منطقهٔ «ائودی‌سینودون» (یک ددکمانان منقرض شده) صورت گرفت. این گونه که برای اولین بار در سال ۱۹۹۹ توسط Modesto توصیف شد، تنها با یک جمجمهٔ ناقص با دندان‌های متمایز شناخته می‌شود و در سنگ گل سخت حفظ شده است.
کشف «ناهنجارسر» و جایگاه آن در درخت تکاملی، شواهد محکمی را ارائه می‌دهد که ناهنجاردندان‌ها ابتدا در گندوانا متنوع شده‌اند. این موضوع با نظریه‌های قبلی که معتقد بودند آنومودونت‌ها به‌طور آزادانه بین مناطق شمالی و جنوبی پانگه‌آ در اواخر دوره پرمین پراکنده شده‌اند، یا اینکه ددکمانان ابتدا در اورامرکا تکامل یافته و سپس با مساعد شدن آب و هوا به گندوانا مهاجرت کرده‌اند، در تضاد است. علاوه بر این، موقعیت ابتدایی «ناهنجارسر» در درخت تکاملی نشان می‌دهد که گیاه‌خواری در ابتدا توسط آنومودونت‌های گندوانا آغاز شده است.

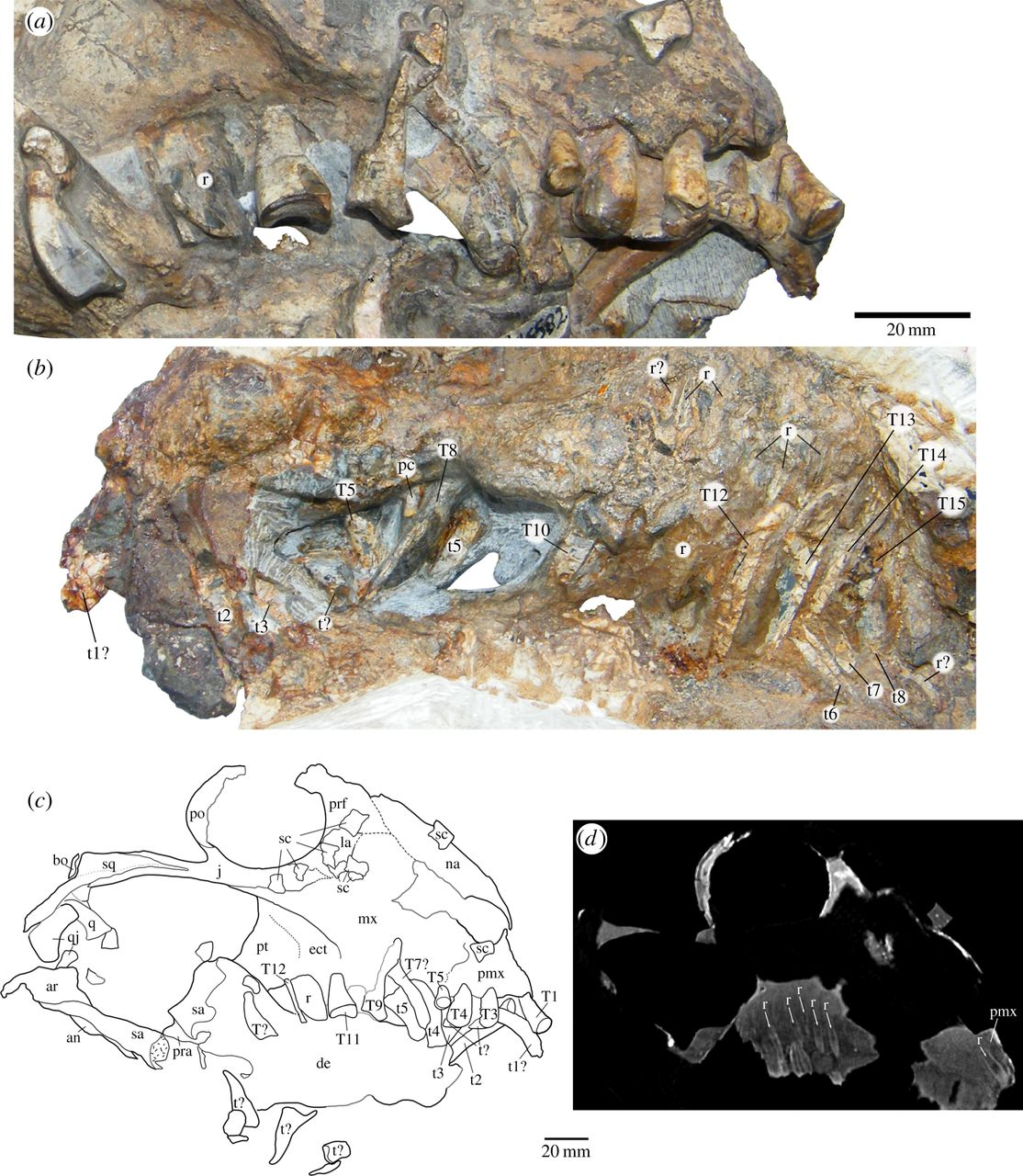
جمجمه و دندان‌های ناهنجارسر

## جمجمه
پیش‌برواره شامل یک بخش آلوئولار عمیق با فضای کافی برای دو دندان است و فک بالا در مقایسه با سایر آنومودونت‌ها کمی بلندتر است. در قسمت پشتی فک بالا، خمیدگی مشخصهٔ آنومودونت‌ها در قوس گونه دیده می‌شود. بینی، پیشانی و استخوان اشکی از نظر شکل و موقعیت شبیه به سایر آنومودونت‌های ابتدایی‌تر هستند. علاوه بر این، استخوان یوغی نسبت به سایر آنومودونت‌ها سطح بیشتری را در بر می‌گیرد و در قسمت پشتی باریک می‌شود. تیغهٔ پشتی چهارگوش‌یوغی بیشتر شبیه ددکمانان است تا آنومودونت‌های ابتدایی‌تر. استخوان پس چشمی به صورت شکمی باریک می‌شود و به‌طور واضح صاف و منحنی است. همانند سایر آنومودونت‌ها، فک پایین از نظر پشتی-شکمی عمیق است و همان‌طور که توسط زوائد شکمی و قدامی نشان داده شده است، فلس صدفی سه‌شعاعی است.

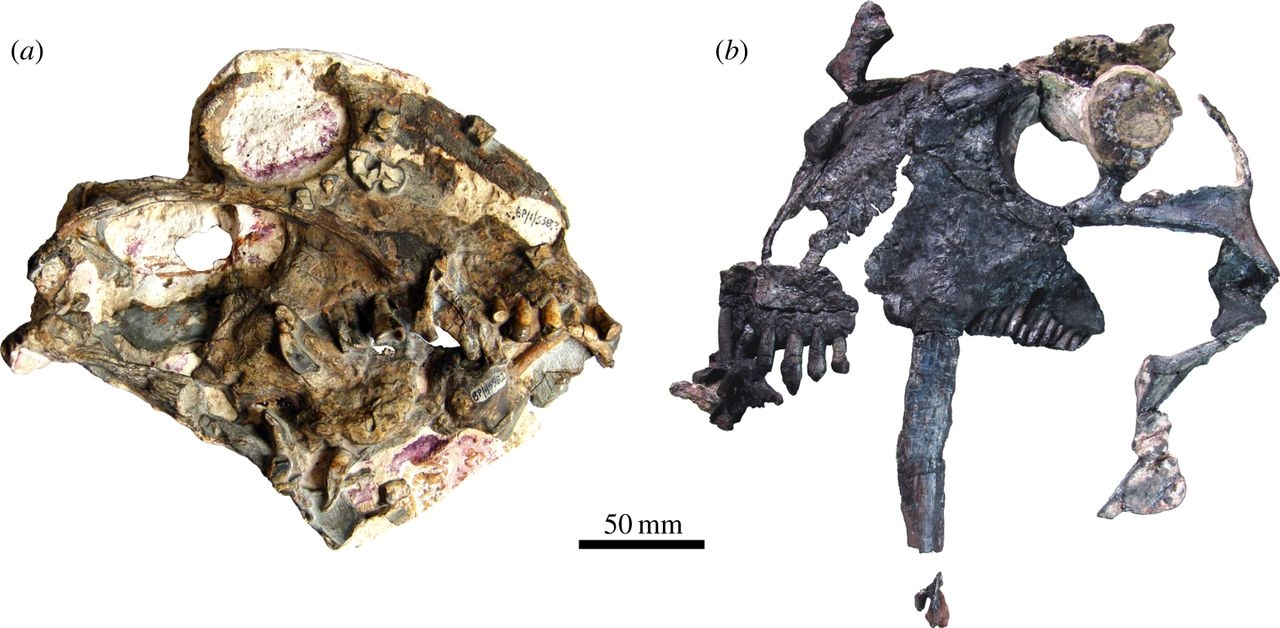
جمجمهٔ ناهنجارسر (چپ) در مقایسه با جمجمهٔ تیاراجودنس (راست)

## دندان‌ها
ناهنجارسر دارای پنج دندان پیش در فک بالاست که هنگام مشاهده از نمای اکلوزال، تاجی تخم‌مرغی شکل دارند. دندان‌های فک بالا در ابتدا به صورت عناصر کوچک میخی شکل هستند که به تدریج در جهت گونه‌ای-زبانی پهن و در جهت میانی-دیستالی کوتاه می‌شوند. شش دندان روی استخوان‌های بالی (پتریگوئید)/روبالی (اپی‌پتریگوئید) قرار دارند و چهار کیسه هوایی خالی/آسیب‌دیده دیگر نیز وجود دارد که نشان می‌دهد حداقل ده دندان در سمت راست کام وجود داشته است. این دندان‌های کامی ریشه‌های بلند و منحنی دارند و تاج آن‌ها مستطیلی شکل با یک حوضچه اکلوزال است. دو دندان پیشین پایینی در محل خود قرار دارند و دو دندان پایینی جابجا شده در ادامه آن‌ها قرار دارند. دومین دندان از این دندان‌ها به صورت عرضی گسترش یافته و تاجی زینی‌شکل مانند دندان‌های کامی دارد. علاوه بر این، سه دندان پایینی خلفی روی استخوان دندانی وجود دارند که یک دندان جایگزین نشده زیر آخرین دندان پایینی دیده می‌شود که نشان‌دهندهٔ حداقل یک موج دوم جایگزینی دندان است.

## اسکلت پس‌جمجمه‌ای
اگرچه اسکلت پس‌جمجمه‌ای همراه با جمجمهٔ ناقص ناهنجارسر پیدا نشد، اما گونهٔ خواهر آن، Tiarajudens eccentricus، در سال ۲۰۱۱ با یک کمربند سینه‌ای ناقص چپ و اندام چپ آن، یک استخوان درشت‌نی چپ جدا شده با پا و عناصر کف پا کشف شد. از عناصر محوری، تنها دو دندهٔ تکه‌تکه با حاشیهٔ موازی و بدون خمیدگی مشخص یافت شد و کامل‌ترین تکه ۸ میلی‌متر عرض و ۸۶ میلی‌متر طول داشت. استخوان بازو که با T. eccentricus یافت شد، تقریباً ۱۷۷ میلی‌متر طول دارد و بخش‌های پروگزیمال و دیستال آن به خوبی گسترش یافته‌اند. استخوان زند زبرین ۱۲۸ میلی‌متر طول دارد با سطوح پروگزیمال و دیستال صاف و گسترش یافته، و استخوان زند زیرین قوی‌تر از زند زبرین و کمی بلندتر با طول ۱۳۷ میلی‌متر است. پا دارای پنج انگشت ناقص است و همهٔ آن‌ها قوی هستند و دارای مفاصل لغزنده بین استخوان‌های کف پا دیستال و بندهای میان‌انگشتی پروگزیمال و همچنین بین بندهای میان‌انگشتی هستند. علاوه بر این، ۱۵ قطعه گاسترالیا چپ و سه قطعه گاسترالیا راست به صورت استخوان‌های بلند، نازک و ظریف حفظ شده‌اند.
ناهنجارسر دندان‌های کامی دارد و ریخت‌شناسی دندان‌ها با رژیم غذایی گیاه‌خواری با فیبر بالا سازگار است. Cisneros و همکارانش پیشنهاد کردند که ناهنجارسر به دلیل اینکه ابعاد طولی هر وجه مفصل فکی دو برابر بزرگ‌تر از ابعاد عرضی آن است، در طول بسته شدن فک‌ها، دارای حرکت رو به جلوی ابتدایی بوده است. آن‌ها پیشنهاد می‌کنند که این امر امکان حرکت رو به جلو و عقب فک پایین را در هنگام جویدن فراهم می‌کرده است. همچنین پیشنهاد شده است که حرکت رو به جلوی فک با بهبود توانایی پردازش مواد گیاهی مرتبط است.